# Victoria Principal
Victoria Principal, all'anagrafe Victoria Ree Principal (Fukuoka, 3 gennaio 1950), è un'attrice, scrittrice e produttrice cinematografica statunitense, nota per il ruolo di Pamela Barnes Ewing in Dallas, che ha interpretato dal 1978 al 1987.
Ha affiancato grandi star di Hollywood come Paul Newman in L'uomo dai 7 capestri (1972), Charlton Heston in Terremoto (1974) e Kris Kristofferson in Squadra d'assalto antirapina (1976). Ha poi interpretato numerosi film da protagonista come Il prezzo della passione (1990), Passi di follia (1995) e The Abduction (1996). Più recentemente è stata protagonista del telefilm Titans tra il 2000 e 2001 con Perry King e Jack Wagner.
Nel 2007 si è posizionata al 34º posto nella classifica delle 50 donne più sexy della televisione.

## Biografia
Nata da Victor Principal e Bertha Ree Veal, ha una sorella. La sua carriera artistica iniziò a soli cinque anni. Nel programma televisivo Intimate Portrait rivelò di avere origini inglesi, italiane e filippine. Nel 1969 viene eletta Miss Miami.

### L'esordio con Paul Newman e il cinema
Nel 1970 Victoria arriva a Hollywood senza nessuna esperienza televisiva o cinematografica. Ma il suo talento fu presto notato e dopo poco tempo fece il suo esordio cinematografico, nel 1972, nel film L'uomo dai 7 capestri, interpretando Maria Elena, fidanzata del protagonista Paul Newman. Un esordio importante per la giovane attrice, che si ritrova a recitare con il grande divo di Hollywood e con altre autentiche star come Anthony Perkins e Ava Gardner. La sua interpretazione riceve ottime critiche e si guadagna così la candidatura al Golden Globe.
Dopo essere stata protagonista insieme a Johnny Crawford dell'inosservato The Naked Ape (1973), nel 1974 partecipa, con un ruolo di rilievo, al celebre film premio Oscar, Terremoto, a fianco di Charlton Heston, George Kennedy e si ritrova a lavorare per la seconda volta con Ava Gardner, nel cast si ricordano anche Barry Sullivan e Richard Roundtree. Nel film lei interpreta Rosa Amici, una ragazza italiana che sopravvive alla catastrofe. Il 1976 è l'anno di altri due film, prima Sì, sì... per ora con Elliott Gould e Diane Keaton e successivamente è con Kris Kristofferson nel film d'azione Squadra d'assalto antirapina. Tali film però, nonostante il discreto successo, non otterranno la grande visibilità dei precedenti.

### Il successo internazionale conDallas
Dopo aver recitato in alcune serie TV come Fantasilandia (1977), nel 1978 viene contattata per il ruolo di Pamela Barnes Ewing nella celebre soap Dallas, ruolo inizialmente pensato per l'attrice Linda Evans (futura stella del serial rivale Dynasty), ma rifiutato da quest'ultima. La Principal nella serie è Pamela, prima moglie di Bobby (Patrick Duffy). La prima puntata della serie comincia proprio con il loro arrivo al Ranch, dopo le nozze tra i due. I primi tempi la donna dovrà affrontare i problemi con la famiglia Ewing.
Nel 1987 la Principal decide di lasciare la serie; il personaggio di Pamela muore in un incidente automobilistico, ma il corpo non venne mai trovato, lasciando così una porta aperta in caso l'attrice un giorno volesse tornare. Non accadrà mai e gli ascolti poco a poco si abbassarono: nel 1991 la serie chiuse i battenti dopo 13 anni. Il suo talento come attrice nella serie fu molto apprezzato e negli anni ricevette molte soddisfazioni, tra cui la candidatura ai Golden Globe come miglior attrice nel 1983 e due candidature ai Soap Opera Digest Awards nel 1986 e 1988.

### La carriera dopoDallas
Conclusa l'esperienza decennale in TV la Principal lavorò sodo sempre in campo televisivo. Interpretò numerosi film TV, molti prodotti da lei stessa. Nel 1989 interpreta il Thriller Blind Witness - Testimone nel buio ma è nel 1990 che dimostra la sua bravura, interpreta Il prezzo della passione film a sfondo politico e drammatico, per il quale riceve ottime recensioni dalla critica. Il successo viene replicato in I tre volti della seduzione nel 1992, film diviso in tre capitoli, con lei protagonista. Interpreta poi una donna che ha subito una violenza dal suocero in Passi di follia (1995), tratto da una storia vera con Robert Vaughn nei panni del suocero che l'ha molestata. Seguiranno il thriller The Abduction nel 1996 e il romantico Un'altra città, un altro amore (1997). Dal 1999 al 2001 ha interpretato Cecilia in diversi episodi della sitcom Jack & Jill. Ha recitato anche nella parte di sé stessa in un episodio della serie televisiva Chicago Hope (1998) e ha interpretato due episodi de I Griffin tra il 1999 e il 2001.
Nel 2000 il produttore Aaron Spelling scelse Victoria Principal come protagonista di una soap opera in prima serata, Titans; nella serie l'attrice interpreta la protagonista Gwen Williams insieme a tanti attori del piccolo schermo, come Jack Wagner e Perry King. La soap però non ebbe il successo sperato e fu sospesa dopo una sola stagione nel 2001. Per il suo contributo all'industria cinematografica, televisiva, di produttrice e di autrice nel 2003 ha ottenuto una stella sulla Palm Springs Walk of Fame. Nel 2004 è stato realizzato lo speciale film TV Dallas - Ritorno a Southfork (tra l'altro diretto da Henry Winkler), inedito in Italia, film documentario sulla serie. Victoria ha diminuito i suoi impegni come attrice, decidendo di occuparsi di cosmetici e prodotti di bellezza che portano anche il suo nome e dal 2003 è membro di una società di cosmetici. Curiosità, nel 1984-1985 la Principal fu testimonial della campagna pubblicitaria dei saponi Lux, girando lo spot televisivo trasmesso anche in Italia.

### Produttrice, imprenditrice e scrittrice
La passione per l'attività fisica e la cura del corpo la portano nel 1984 a pubblicare il primo di una serie di libri, La mia ginnastica - Per un corpo sempre giovane e bello, che diventa presto Best Seller. Negli anni a seguire ne pubblicherà altri tre, l'ultimo dei quali uscito nel 2001 e come i precedenti un successo. Il suo interesse per i prodotti di bellezza e il corpo si fa sempre più importante, così nel 1989 decide di creare una linea di prodotti per la pelle, che porta il suo nome, Principal Secret. I prodotti fino ad oggi hanno incassato oltre 1 miliardo di dollari.
Nel 1987 crea una casa di produzione che porta il suo nome, Victoria Principal Productions, produce sei film interpretati da lei. Nel 1992 ha prodotto Midnight's Child, senza parteciparvi. Nel 1995 viene eletta Donna dell'anno dall'Associazione Nazionale delle Donne Titolari di Aziende, ed ha ricevuto una Laurea ad honorem dalla Drexel University. Nel 2011 ha creato una linea di gioielli che porta sempre il suo nome.

### Beneficenza
Da sempre impegnata in campo di volontariato e beneficenza, la Principal fa parte dal 1978 di un gruppo di ambientalisti. Nel 2010 ha donato 200000 $ per la pulizia nella regione del Golfo del Messico. Il 21 giugno 2010 insieme ad altre celebrità, ha presentato con Larry King sulla CNN Telethon, i due insieme hanno preso le telefonate e parlato in prima persona coi donatori. In sole due ore Telethon ha raccolto oltre 1,8 milioni di dollari. Il 13 dicembre 2011 è stato annunciato che la Principal ha donato una notevole somma di denaro alla OCEANA e NRDC per bloccare la fuoriuscita di petrolio nel Golfo del Messico e Oceano Artico. Grazie a questo suo impegno il 20 dicembre 2011 è stata inserita nella classifica delle 30 Celebrità che durante l'anno hanno fatto una notevole beneficenza.

## Vita privata
La Principal si è sposata due volte e non ha avuto figli. La prima nel 1978 con lo scrittore Christopher Skinner, matrimonio concluso nel 1980 e la seconda nel 1985 anno in cui sposò il chirurgo plastico Harry Glassman dal quale divorziò nel 2006 dopo un violento contenzioso.
L'attrice ebbe inoltre relazioni con noti personaggi del mondo dello spettacolo, si ricordano Frank Sinatra nel 1972 e soprattutto il regista Steven Spielberg che conobbe nel 1974 e che la prese anche in considerazione per la parte da protagonista ne Lo squalo (1975). Ebbe inoltre una breve relazione con il collega di set Jim Davis nel 1981.
Molto importante invece fu invece la sua storia con il cantante Andy Gibb, insieme duettarono anche con la canzone All I Have To Do is Dream (1981) che riscosse molto successo.

## Filmografia

### Cinema
- L'uomo dai 7 capestri (The Life and Times of Judge Roy Bean), regia di John Huston (1972)
- The Naked Ape, regia di Donald Driver (1973)
- Terremoto (Eartquake), regia di Mark Robson (1974)
- Sì, sì... per ora (I Will, I Will... for Now), regia di Norman Panama (1976)
- Squadra d'assalto antirapina (Vigilante Force), regia di George Armitage (1976)
- Michael Kael contro la World News Company (Michael Kael contre la World News Company), regia di Christopher Smith (1998)

### Televisione
- Love, American Style - serie TV, 2 episodi (1973)
- Love Story - serie TV, 1 episodio (1973)
- Banacek - serie TV, 1 episodio (1974)
- Le ultime ore prima del mattino (Last Hours Before Morning), regia di Joseph Hardy - film TV (1975)
- Fantasilandia (Fantasy Island) - serie TV, 1 episodio (1977)
- Miss Beautiful (The Night They Took Miss Beautiful), regia di Robert Michael Lewis - film TV (1977)
- Dallas - serie TV, 251 episodi (1978-1987)
- I grandi eroi della Bibbia (Greatest Heroes of the Bible) - serie TV, 1 episodio (1979)
- Hawaii Squadra Cinque Zero (Hawaii Five-O) - serie TV, 1 episodio (1979)
- Il palazzo delle illusioni (Pleasure Palace), regia di Walter Grauman - film TV (1980)
- Pollo al limone (Not Just Another Affair), regia di Steven Hilliard Stern - film TV (1982)
- Fridays - serie TV, 1 episodio (1982)
- Un corpo da gestire (Mistress), regia di Michael Tuchner - film TV (1987)
- Naked Lie, regia di Richard Colla - film TV (1989)
- Blind Witness - Testimone nel buio (Blind Witness), regia di Richard Colla - film TV (1989)
- Il prezzo della passione (Sparks: The Price of Passion), regia di Richard Colla - film TV (1990)
- Nightmare - Come in un incubo (Don't Touch My Daughter), regia di John Pasquin - film TV (1991)
- Prova schiacciante (The Burden of Proof), regia di Mike Robe - miniserie TV (1992)
- I tre volti della seduzione (Seduction: Three Tales from the 'Inner Sanctum'), regia di Michael Ray Rhodes - film TV (1992)
- Morte sul Rio Grande (River of Rage: The Taking of Maggie Keene), regia di Robert Iscove - film TV (1993)
- Solo per il tuo bene (Beyond Obsession), regia di David Greene - film TV (1994)
- Quell'uragano di papà (Home Improvement) - serie TV, 1 episodio (1994)
- Passi di follia (Dancing in the Dark), regia di Bill Corcoran - film TV (1995)
- The Larry Sanders Show - serie TV, 1 episodio (1995)
- Incubo ricorrente (The Abduction), regia di Larry Peerce - film TV (1996)
- The Rosie O'Donnell Show - serie TV, 2 episodi (1996-1997)
- Un'altra città, un altro amore (Love in Another Town), regia di Lorraine Senna - film TV (1997)
- Chicago Hope - serie TV, 1 episodio (1998)
- Just Shoot Me! - serie TV, 1 episodio (1999)
- Jack & Jill - serie TV, 3 episodi (1999-2001)
- Providence - serie TV, 3 episodi (2000)
- The Practice - Professione avvocati (The Practice) - serie TV, 1 episodio (2000)
- Titans - serie TV, 14 episodi (2000-2001)

### Doppiaggio
- I Griffin (Family Guy) - serie TV, 2 episodi (1999-2000)

### Special e documentari
- The Princess Grace Foundation Special Gala Tribute to Cary Grant - film TV (1988)
- Behind the Music - serie TV, 1 episodio (1997)
- After Dallas, regia di Luke Campbell - film TV (2002)
- Dallas - Ritorno a Southfork (Dallas Reunion: Return to Southfork), regia di Henry Winkler - film TV (2004)

## Riconoscimenti
- Golden Globe
  - Candidatura come miglior attrice debuttante, per L'uomo dai 7 capestri (1973)
  - Candidatura come miglior attrice in una serie drammatica, per Dallas (1983)
- Soap Opera Digest Awards
  - Candidatura come miglior attrice protagonista in una soap-opera, per Dallas (1986)
  - Candidatura come miglior coppia (con Patrick Duffy) in una soap-opera, per Dallas (1988)
- Palm Springs Walk of Fame
  - Vincitrice della stella per i suoi contributi alla televisione al cinema alla produzione e come autrice, (2003)

## Doppiatrici italiane
Nelle versioni in italiano dei suoi film, Victoria Principal è stata doppiata da:
- Monica Gravina in Nightmare - Come in un incubo, Prova schiacciante, Pollo al limone (ridoppiaggio)
- Livia Giampalmo in L'uomo dai 7 capestri, Terremoto
- Ludovica Modugno in Dallas, Titans
- Pinella Dragani in Pollo al limone, Passi di follia
- Silvia Pepitoni in Un corpo da gestire, Il prezzo della passione
- Lisa Mazzotti in Blind Witness - Testimone nel buio
- Francesca Guadagno in I tre volti della seduzione
- Mavi Felli in Morte sul Rio Grande
- Micaela Pignatelli in Solo per il tuo bene

Da doppiatrice è sostituita da:
- Ludovica Modugno in I Griffin